# Shublugal
En Mesopotamia, el shublugal, traducido en ocasiones como siervo del rey, eran unos siervos que residían en un templo, al igual que los gurush y los iginidug, pero estos eran más numerosos. En las épocas de paz, el soberano les entregaban terrenos para que las explotaran, y durante épocas de guerra, estaban obligados a formar parte de las campañas del rey.
Eran trabajadores libres que los reyes les cedían tierras en compensación por su labor. Estaban al servicio de un capataz. El administrador del templo podía quitarle al shublugal, con o sin compensación, su ganado o su hogar.